# Camp de Mar

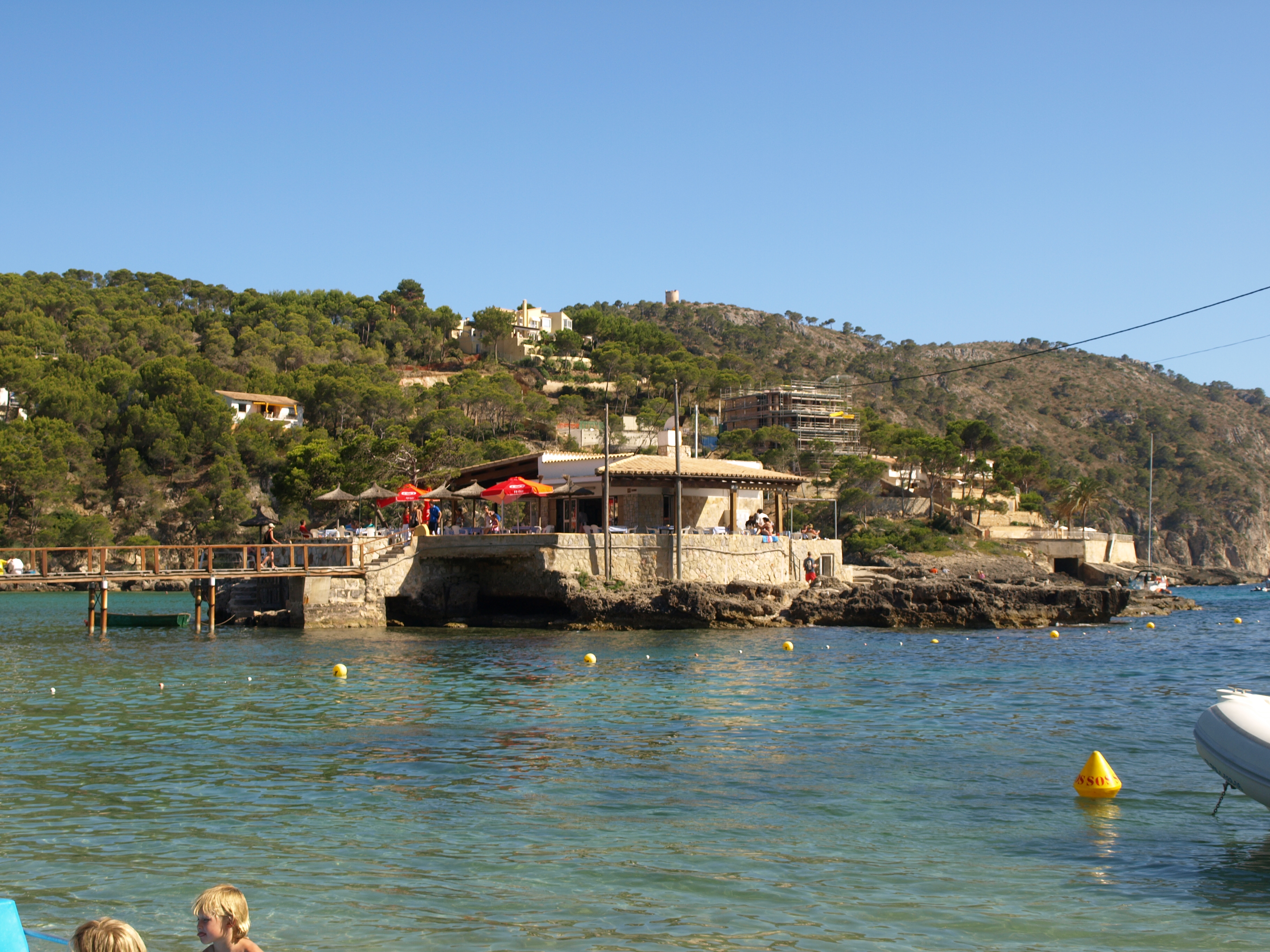
Camp de Mar

Camp de Mar (en catalán y oficialmente Es Camp de Mar) es una localidad situada en el municipio de Andrach, en Mallorca, comunidad autónoma de las Islas Baleares, España. En su litoral se encuentra la playa de Camp de Mar, que mide 180 metros de largo. Las principales atracciones de la zona son un campo de golf y una pequeña isla conectada a tierra por un puente de madera, en ella está situado un restaurante que ocupa gran parte de la superficie.

## Historia
Los inicios de Camp de Mar datan de 1932, cuando fue construido el Gran Hotel. El pintor, mecenas y espía Thomas Harris (1908 - 1964) adquirió una casa en la localidad en 1949. Aunque el auténtico desarrollado de la zona fue durante los años 80, cuando se edificaron en varias zonas urbanizaciones residenciales, como Biniorella, es Salinar y Cap Andritxol. A finales del siglo XX continuaron las construcciones, con nuevos hoteles, apartamentos, chalets y un campo de golf, inaugurado en 1999, junto con el Hotel Dorint Royal. A pesar de las construcciones, Camp de Mar continúa siendo una zona muy tranquila.

## Fiestas
Las fiestas se celebran el 26 de julio, día de San Joaquín y Santa Ana.

## Enlaces externos

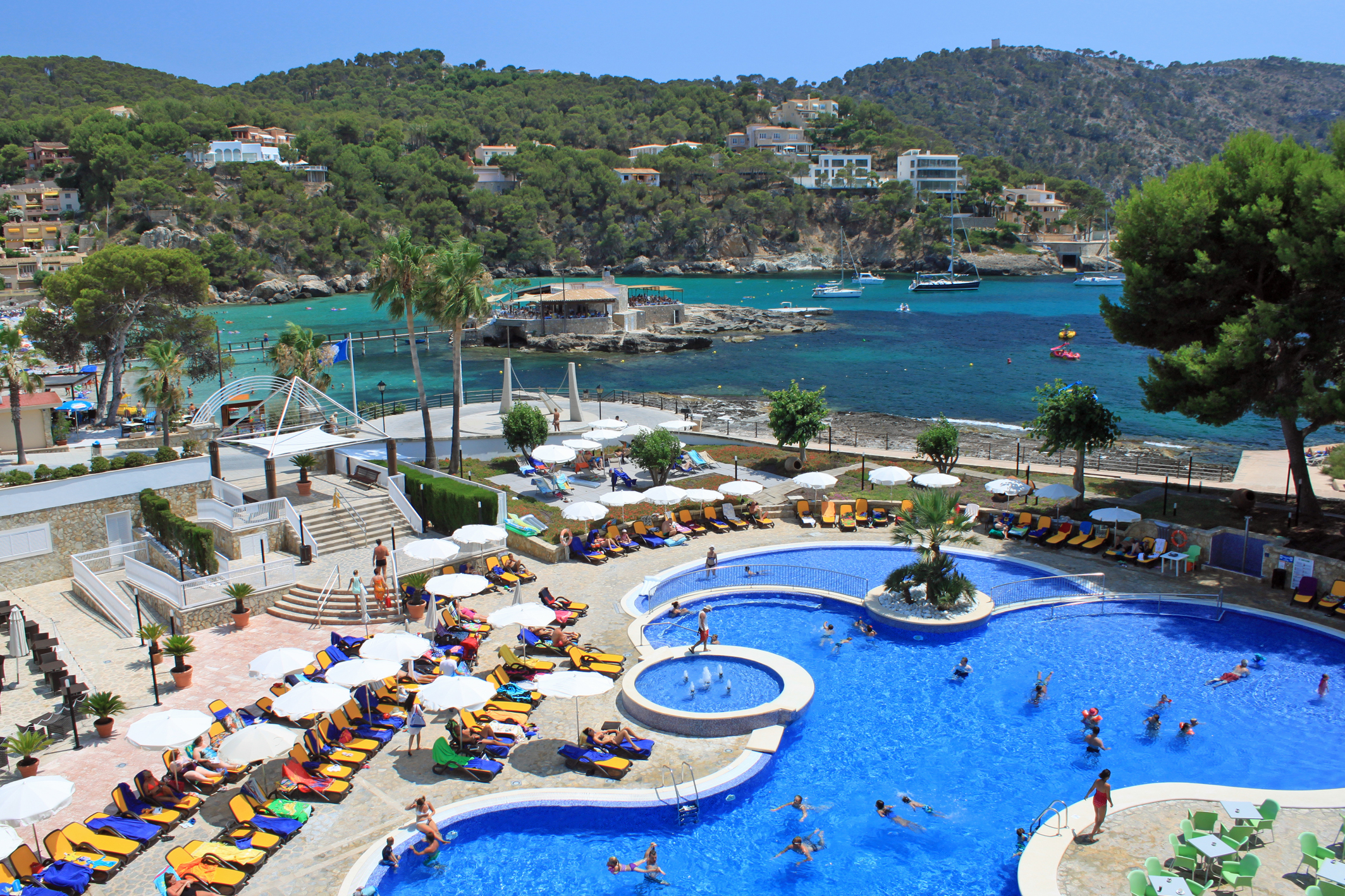
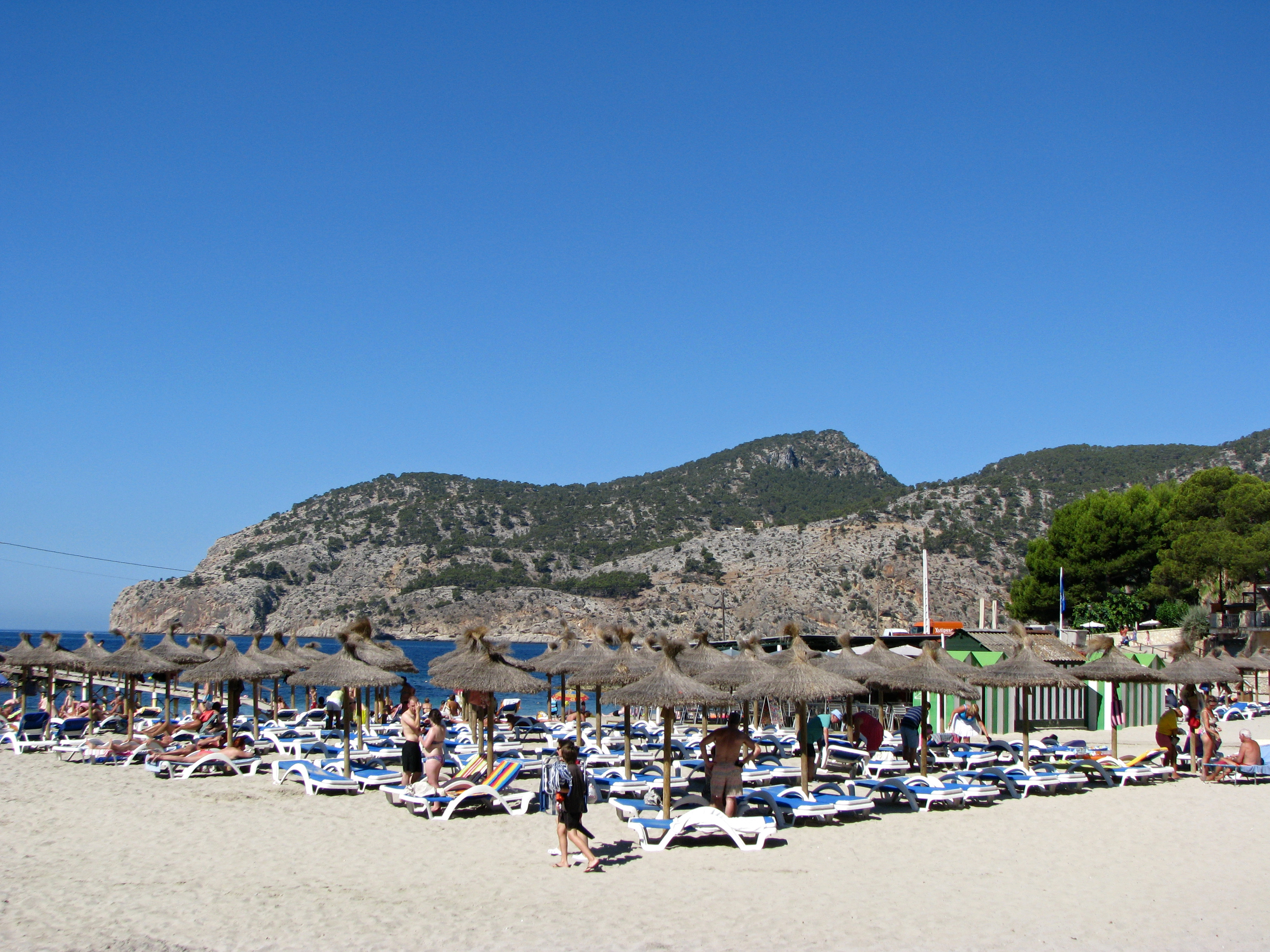
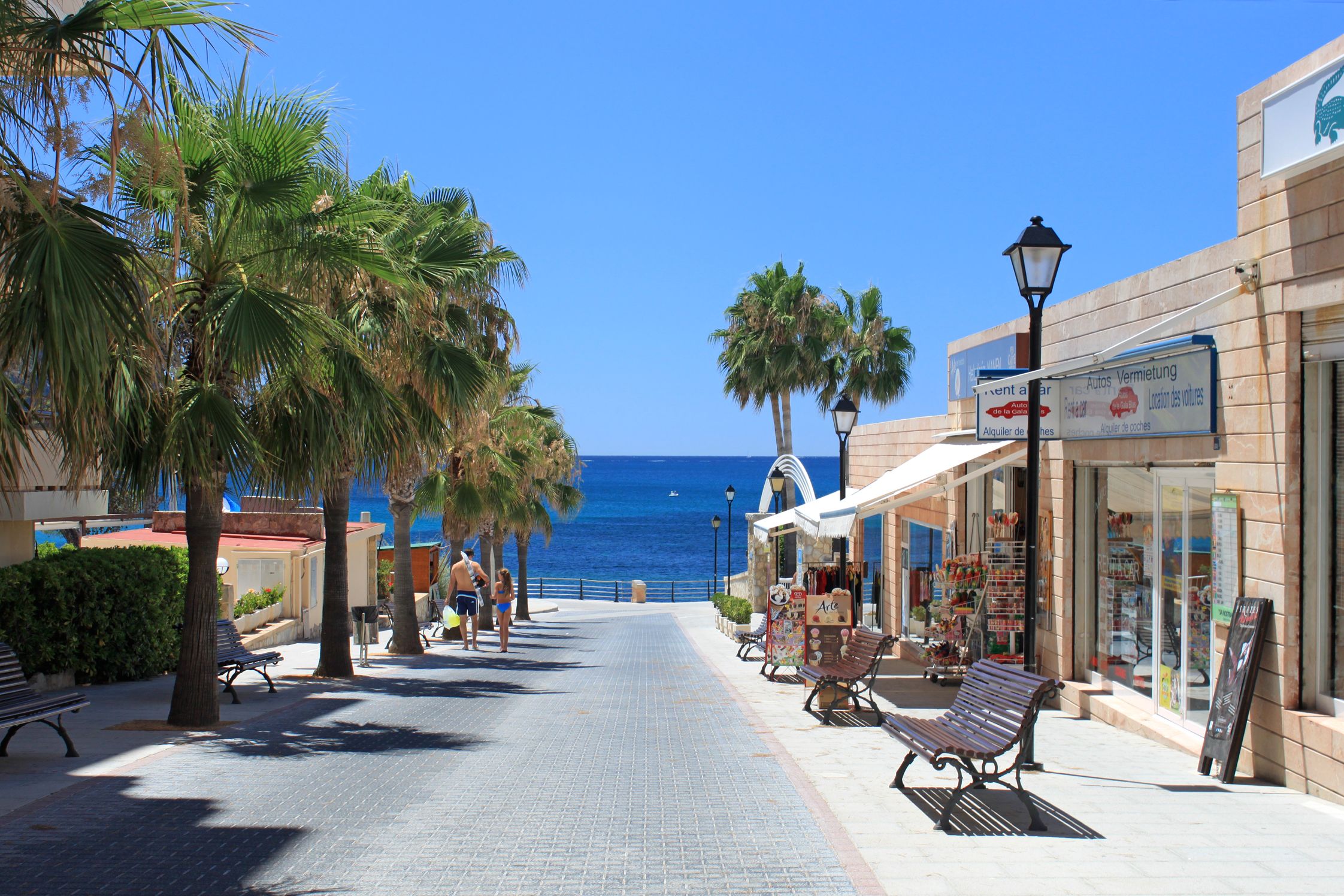
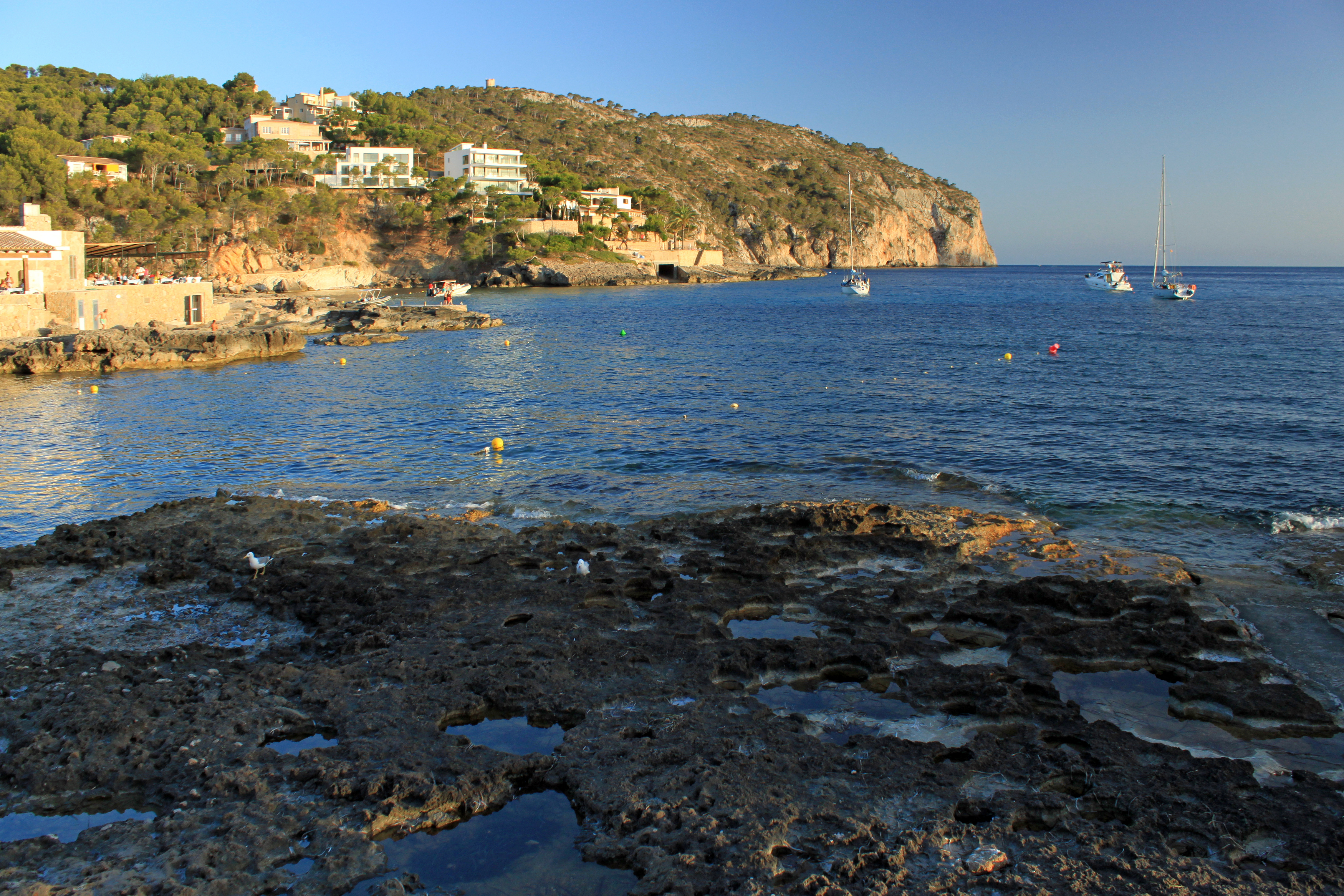